# ديريك فرينت
ديريك فرينت هو لاعب هوكي الجليد كندي، ولد في 13 يوليو 1971 في دولار ديزورمو في كندا.

## وصلات خارجية
- ديريك فرينت على موقع دوري الهوكي الوطني (الإنجليزية)
- ديريك فرينت على موقع EliteProspects.com (الإنجليزية)
- ديريك فرينت على موقع HockeyDB.com (الإنجليزية)